# Imperial, Pennsylvania
Imperial är en ort i Allegheny County i delstaten Pennsylvania, USA.